# Schuß durchs Fenster
Schuß durchs Fenster ist ein 1949 entstandener österreichischer Kriminalfilm des Schauspielers Siegfried Breuer, der hier zum ersten Mal Regie führt. An seiner Seite spielt Curd Jürgens, in dessen Inszenierung Prämien auf den Tod Breuer unmittelbar zuvor die Hauptrolle gespielt hatte, eine weitere Hauptrolle. Gunther Philipp in der Schlüsselrolle des eigenwilligen Kriminalassistenten spielte hier seine erste Hauptrolle.

## Handlung
Kriminalassistent Jelinek ist wieder einmal frustriert. Soeben kommt er aus einem Kino heraus und musste ansehen, welch spannende Verbrechen seine amerikanischen (Film-)Kollegen aufklären dürfen, während er sich mit dem tagtäglichen Klein-Klein herumplagen muss. Auch der neueste Fall gehört in diese Kategorie: Jelinek wird in eine Chemiefabrik gerufen, wo dem Buchhalter aufgefallen ist, dass 2400 österreichische Schillinge (etwa 175 €) in der Kasse fehlen. Als Jelinek die Angestellte Frl. Reisinger verhört, die offensichtlich mit dem Laborchemiker Dr. Winkler ein Geheimnis teilt, fällt ein Schuss, der das Fenster durchschlägt und die Befragte tötet. Jelinek ruft daraufhin seinen Vorgesetzten zu Hilfe. Kriminalrat Dr. Rittner, ein ziemlich überheblicher Polizeikommissar, erscheint und beordert erst einmal Jelinek zu sich um ihm klar zu machen, dass ab jetzt er die Untersuchungen führen werde. Jelinek wittert aber seine große Chance und setzt heimlich die eigenen Recherchen im Chemiewerk fort. Im Labor, das sich genau gegenüber dem Raum befindet, in dem Frl. Reisinger erschossen wurde, findet Jelinek die offensichtliche Tatwaffe. Sofort befragt er Dr. Winkler, ganz zum Unwillen seines Vorgesetzten Rittner, der ihm noch einmal ganz deutlich klarmacht, dass er sich aus diesem Fall heraushalten soll. Jelinek denkt gar nicht daran und geht einer weiteren Spur nach, die ihn in den Nachtclub „Kakadu“ führt. Dort trifft er auf den Firmenchauffeur Strinzel, der offensichtlich ein Verhältnis mit der Revuesängerin Grit Sorell hat.
In einem Gespräch zwischen dem Chemiker Winkler und seiner Freundin Maria Vogt kristallisiert sich wenig später heraus, dass der Mord an Frl. Reisinger möglicherweise deshalb geschah, weil jemand in Besitz der geheimen Versuchsprotokolle Dr. Winklers kommen wollte. Winkler kündigt daraufhin an, noch einmal ins Werk zu fahren und sicherheitshalber die Dokumente zu sich nach Hause zu nehmen. In der darauf folgenden Nacht geschieht ein zweiter Mord. Diesmal ist eine der beiden Sekretärinnen der Nachtschicht das Opfer, weil die junge Dame, Frl. Swoboda, kurz den Raum Dr. Winklers betreten hatte. Dort sah sie den aufgebrochenen Tresor, aus dem offensichtlich die wichtigen Winkler-Papiere entwendet wurden. Der Täter befand sich noch im selben Zimmer. Dr. Winkler, inzwischen im Chemiewerk angekommen, entdeckt die Leiche in seinem Labor und alarmiert die Polizei. Polizeirat Rittner lässt daraufhin Winkler vorübergehend verhaften. Im Büro des Firmendirektors meldet sich derweil ein Mann, der gesteht, die 2400 Schilling gestohlen zu haben. Es kommt heraus, dass der Dieb mit dem ersten Mordopfer, Frl. Reisinger, einst verheiratet war. Derweil findet sich Jelinek erneut im „Kakadu“ ein und trifft dort ein weiteres Mal auf Strinzel, der angesichts der Polizeipräsenz hochgradig nervös wird. Offensichtlich ist er in die Verbrechen verwickelt. Jelinek übt Druck auf Strinzel aus. Strinzel bekommt einen geheimnisvollen Anruf, und er gesteht, dass Jelinek ihm im Genick sitzen würde. Daraufhin heften sich einige Ganoven in einem Pkw auf Jelineks Spuren, der die finsteren Typen aber durch einen Trick abhängen kann. Jelinek kehrt zum „Kakadu“ zurück, wo der noch immer hypernervöse Chauffeur Strinzel wartet. Als Strinzel nach draußen verschwindet, geht Jelinek ihm nach und gerät in einen Hinterhalt eben jener angeblich abgeschüttelten Gangster, die Strinzel umgebracht haben und sich nun mit Jelinek einen Faustkampf liefern. Mithilfe der dazukommenden Grit kann der Kriminalassistent den Halunken entfliehen.
In der Zwischenzeit verhören Kripokommissar Rittner und ein Kollege Dr. Winkler scharf, der die Morde an den beiden Frauen heftig abstreitet. Rittner bekommt einen Anruf von Jelinek, der dem Kommissar von seiner heißen Spur erzählt. Dieser fährt mit seinem Kollegen zum Haus Kellermanns, bei dem alle Fäden zusammenzulaufen scheinen. Dort wartet bereits Maria Vogt, die Freundin Winklers, auf den Ingenieur, um von ihrem Verdacht zu erzählen. Für Kellermann bedeutet dies Gefahr. Maria sitzt nun in der Falle, denn Kellermann gesteht ihr gegenüber die Morde und macht keinen Hehl daraus, dass Maria sein nächstes Opfer werden wird. Der Grund für sein Handeln sind die Dokumente Dr. Winklers, die eine geniale Erfindung beinhalten, und die Kellermann unbedingt zu Geld machen möchte. Jelinek greift ein, schaltet die Zimmerbeleuchtung aus und verhilft somit der bedrohten Maria zur Flucht. Während Kellermann seine eigene Flucht vorbereitet, rückt bereits die Polizei mit vollem Aufgebot an. Zwischen Kellermanns Leuten und der Polizei kommt es zu einem heftigen Schusswechsel. Kellermann versucht sich abzusetzen, wird aber von dem wieselflinken Jelinek eingeholt und überwältigt. Aus dessen Lodenmantel entnimmt der pfiffige Kriminalassistent die aus Winklers Tresor gestohlenen Papiere. Auf der Heimfahrt zum Revier muss Rittner Jelinek gegenüber gestehen, dass er ihn unterschätzt hat. Der wird nach seiner gelungenen Tätersuche sogleich befördert. Am Ende kehrt Jelinek zum Anfang des Films zurück und sitzt wieder in einem Kino, um sich einen amerikanischen Krimi namens „Die glitzernde Schlange“ anzusehen.

## Produktionsnotizen
Die Dreharbeiten zu Schuß durchs Fenster begannen am 19. September 1949 und endeten etwa zwei Monate später. Gedreht wurde in Thalerhof bei Graz (Atelier). Der Film wurde in den Scala-Lichtspielen in Frankfurt am Main am 17. Januar 1950 uraufgeführt, die österreichische Premiere war am 3. März 1950 in Wien. Die Erstausstrahlung im deutschen Fernsehen erfolgte am 4. September 1960 in der ARD.
Herbert Sennewald übernahm die Produktionsleitung, die Filmbauten entwarf Isabella Ploberger.
Im frühen Planungsstadium war Leopold Rudolf (1911–1978) für die Hauptrolle im Gespräch.

## Kritik
Das Lexikon des Internationalen Films befand: „Mehrere Morde in der unheimlichen Atmosphäre eines verlassenen Fabrikgeländes werden durch einen tolpatschigen Kriminalassistenten aufgeklärt. Künstlerisch und technisch zwar nicht der Rede wert, aber dennoch ein spannender Krimi.“